# Saros

Cyklus saros

Saros je perioda o délce přesně 223 synodických měsíců (lunací), neboli 6 585,3211 dne, tj. přibližně 18 let a 10, 11 nebo 12 dní (v závislosti na počtu přestupných let) plus asi 8 hodin., kterou lze využít k předpovědi zatmění Slunce a Měsíce. Měsíc za tu dobu vykoná přibližně 242 drakonických oběhů, takže se opět ocitne v téměř stejném postavení vůči Slunci i vůči uzlům své dráhy.
Jeden saros odpovídá přesně 223 synodickým měsícům, tj. při uvažování průměrných délek jednotlivých oběhových period přibližně:
- 241,9987 drakonických měsíců
- 6585,321347 dnů
- 18,029 let
- 18,999 ekliptických roků
- 238,992 anomalistických měsíců
- 241,029 siderických měsíců, tj. pravých oběhů Měsíce kolem Země.

Dvě zatmění oddělená jednou 18letou periodou saros nastávají v blízkosti stejného uzlu a mají podobné vlastnosti z hlediska průběhu, ročního období nebo zeměpisné šířky. Zatmění Slunce se posune asi o 120° na západ a 300 km směrem k severu nebo jihu (v rámci série vždy stejným směrem). V průběhu této periody nastává dalších 41 zatmění s jinými charakteristikami (tj. z jiných saros cyklů, viz níže).

## Cyklus saros
Cyklus saros je série zatmění vzájemně vzdálených o jeden saros, která začíná na jednom pólu a postupně se přesouvá k rovníku a následně ke druhému pólu. Počet zatmění v jednom cyklu se pohybuje od 69 do 87 a jeho trvání od 1225 do 1550 let. Zatmění Slunce jsou nejdříve částečná, později úplná nebo prstencová a ke konci cyklu opět částečná. Zatmění Měsíce jsou nejdříve polostínová, později částečná, následuje řada úplných zatmění, která ke konci cyklu přejdou v částečná a nakonec polostínová.
Cykly saros jsou označovány čísly. Sluneční zatmění v sudých cyklech probíhají v blízkosti sestupného uzlu. Začínají u jižního pólu a postupně se přesunují směrem k severu. V lichých cyklech probíhají zatmění Slunce v blízkosti výstupného uzlu a přesunují se od severu k jihu.